# Marie Eugenie delle Grazie
Marie Eugenie delle Grazie (ur. 14 sierpnia 1864  w Belej Crkvi, zm. 18 lutego 1931 w Wiedniu) – austriacka pisarka, poetka, laureatka nagrody Bauernfeld Prize.

## Życiorys

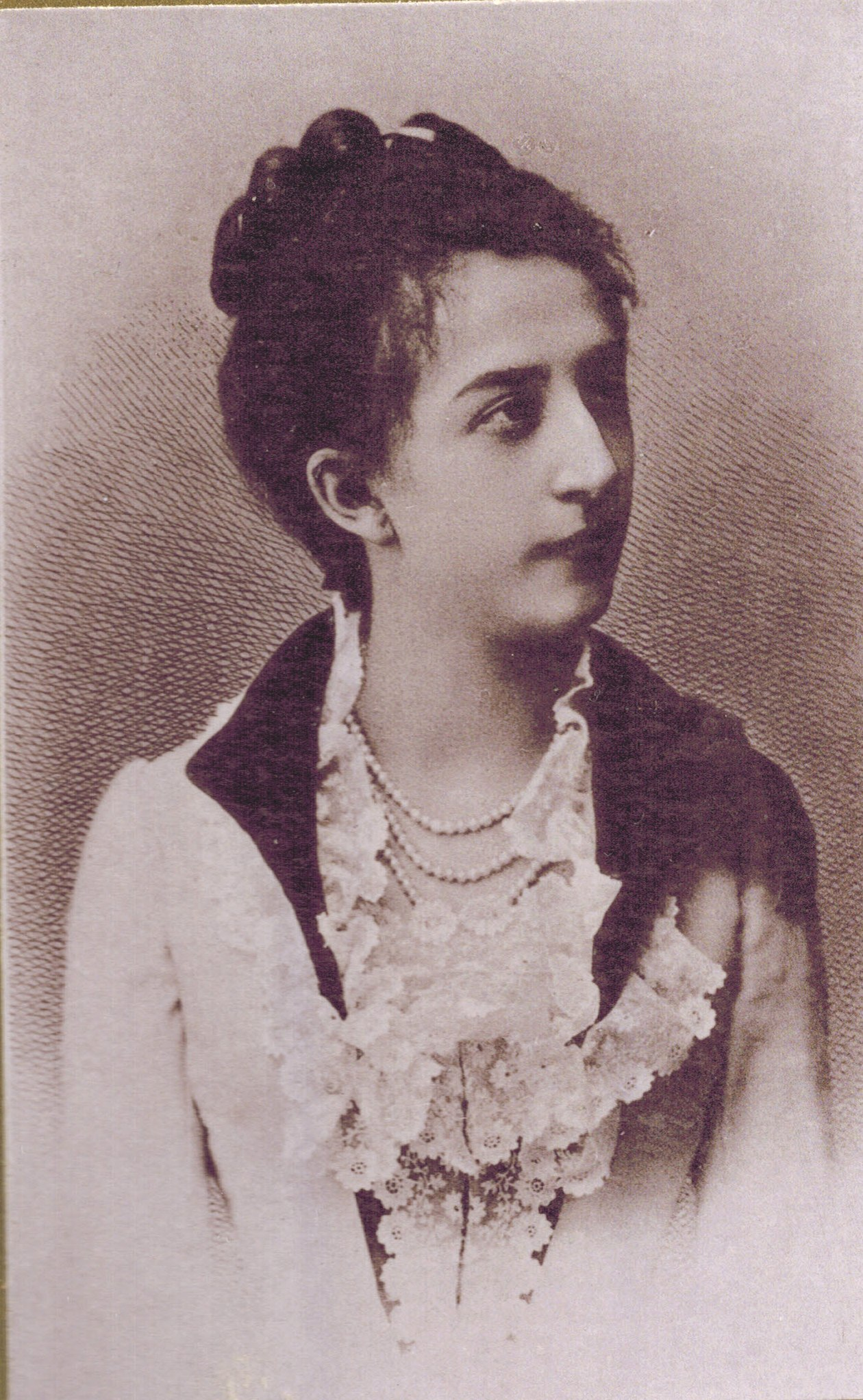
Marie Eugenie delle Grazie, 1888

Marie Eugenie urodziła się w mieście Bela Crkva, należnego wówczas do Cesarstwa Austriackiego, jako córka Cäsara Constantina delle Grazie (1817–1873) – generalnego inspektora Pierwszego Towarzystwa Żeglugi Morskiej Danube w Banat (Erste Donaudampfschiffahrtsgesellschaft) a następnie dyrektora spółki górniczej w Drenkowa/Banat. Po śmierci ojca w 1873 roku rodzina przeprowadziła się do Wiednia. Kształciła się w szkole dla dziewcząt, a następnie uczęszczała przez rok do kolegium nauczycielskiego Sankt Anna. Naukę kontynuowała u Laurenza Müllnera, profesora filozofii chrześcijańskiej na Uniwersytecie Wiedeńskim.
Marie pisała wiersze od najmłodszych lat. Pierwszy tom Gedichte wydała w 1882 roku. W 1894 opublikowała epicki poemat w pentametrze jambicznym  Robespierre. Ein moderners Epos, który uważany jest za jedną z jej najlepszych prac. W 1916 roku otrzymała Ebner-Eschenbach-Preis.
Marie Eugenie delle Grazie wraz z Marie von Ebner-Eschenbach uważana jest za jedną z najwybitniejszych pisarek pisarzy niemieckojęzycznych końca XIX wieku. Już w wieku 19 lat za dzieło Saul otrzymała stypendium Schwestern-Fröhlich-Stiftung. Zarówno jej proza, jak i prace liryczne charakteryzowały się dużą dojrzałością. Oprócz literatury popularnej pisała także dzieła krytyczne społecznie, w których opowiadała się za wolnością i godnością ludzką. Była ważnym przedstawicielem realizmu. Należała również do Iduny, związku, którego nazwa pochodziło od Idun nordyckiej bogini płodności. W 1910 roku opublikowała dwa artykuły w gazecie Neue Freie Presse, wyrażając poparcie dla praw kobiet. Po śmierci mentora Müllnera w 1912 roku wycofała się z życia publicznego i przeniosła do Styrii, gdzie odwróciła od wolnego myślenia i katolicyzmu. Marie Eugenie delle Grazie zmarła samotnie w Wiedniu w 1931 roku, w wieku 66 lat. Została pochowana na wiedeńskim cmentarzu Döblinger Friedhof przy Hartäckerstraße.

## Wybrana twórczość
- Gedichte, 1882
- Hermann, 1883
- Gedichte,1885
- Die Zigeunerin, 1885
- Saul,1885
- Italienische Vignetten, 1892
- Robespierre. Ein moderners Epos, 1894
- Schlagende Wetter, 1899 ,
- Der Schatten, 1901 ,
- Liebe, 1902
- Ver Sacrum, 1906
- Heilige und Menschen, 1909
- Vor dem Sturm, 1910
- Der Liebe und des Ruhmes Kränze, 1920
- Die weißen Schmetterlinge von Clairvoux,1925